# Bertizarana
Bertizarana és un municipi de Navarra, pertanyent a la comarca de Malerreka dins la merindad de Pamplona. Està format pels concejos de: Legasa, Narbarte (Capital) i Oieregi.

## Topònim
Bertizarana, vol dir la vall de Bertiz en euskera; de Bertiz (Bértiz, en castellà) + (h)aran (vall) + -a (article). El municipi rep el seu nom del Senyoriu de Bertiz, que està enclavat dintre dels seus límits, ocupant la major part del terme municipal. El Senyoriu és actualment el Parc Natural del Senyoriu de Bertiz. La primera referència de propietat del Senyoriu es remunta a l'any 1392. El seu titular era Pedro Miguel Bértiz, que va ser nomenat merino de les muntanyes, jutge d'àmplia jurisdicció, pel rei Carles III de Navarra. El senyoriu va estar en mans de l'antiga família Bértiz fins al segle xix.

## Demografia
| Evolució demogràfica                                   | Evolució demogràfica | Evolució demogràfica | Evolució demogràfica | Evolució demogràfica | Evolució demogràfica | Evolució demogràfica | Evolució demogràfica | Evolució demogràfica | Evolució demogràfica | Evolució demogràfica |
| 1996                                                   | 1998                 | 1999                 | 2000                 | 2001                 | 2002                 | 2003                 | 2004                 | 2005                 | 2006                 | 2007                 |
| ------------------------------------------------------ | -------------------- | -------------------- | -------------------- | -------------------- | -------------------- | -------------------- | -------------------- | -------------------- | -------------------- | -------------------- |
| 651                                                    | 637                  | 719                  | 657                  | 651                  | 679                  | 684                  | 689                  | 678                  | 676                  | 662                  |
| Fonts: Bertizarana i Institut d'Estadística de Navarra |                      |                      |                      |                      |                      |                      |                      |                      |                      |                      |